# 马邑博物馆
马邑博物馆，位于山西省朔州市朔城区崇福寺对面的崇福广场西侧。历史上朔州市曾名“马邑”， 马邑博物馆由此得名。

## 历史
马邑博物馆建筑为一处辽金风格的二进仿古院落。占地面积3845.6平方米。博物馆于2009年开工，2012年4月28日朔城区举办第一届“中华边塞之都·马邑文化节”时开馆。博物馆分序厅、造像厅、字画厅、陶瓷厅、青铜厅、石刻厅、杂项厅七个展厅，除序厅不展出文物外，其它六个展厅共展出了745件文物，其时间段上启白垩纪，下至20世纪40年代。展品包括国家一级文物20件，国家二、三级文物189件，北魏曹天度千佛石塔（曹天度九层石塔）塔刹是镇馆之宝。
序厅介绍了博物馆的概况。第二展厅（造像厅）的主要展品是镇馆之宝北魏曹天度千佛石塔塔刹。曹天度千佛石塔造于北魏天安元年（公元466年）的平城（今山西省大同市），是当时北魏宫廷宦官曹天度为亡父曹颖宁、亡子曹玄明而造。塔通高3米，塔身9层，高2.5米，上浮雕有佛像1,400余尊。曹天度千佛石塔在1937年被日军抢走，塔身和塔基被运往日本，战后返还台湾，现藏于台北市国立历史博物馆 ；被抓去帮日本人运塔的丁克成悄悄把塔刹藏了起来，在1953年将塔刹上交。 第三展厅（字画厅）主要展出了陆润庠、王仁堪、曹鸿勋、黄思永四位清代状元等人的字画。第四展厅（陶瓷厅）的主要藏品是明代定窑法华瓷和牡丹印花白瓷盘。第五展厅（青铜厅）的主角是雁鱼铜灯的复制品，原件1985年出土于朔县照十八庄，现藏中国国家博物馆。第六展厅（石刻厅）的主要藏品是两件辽代经幢和一座辽代的杭芳园石碑。第七展厅（杂项厅）的主要展品是万历年造竹节形大铁炮和一把两米长的大铁刀。大铁炮发现于明长城脚下，大铁刀据研究是明代时练武和武举考试用刀，传说是尉迟敬德年轻时所用。
马邑博物馆目前免费开放。馆方统计，开馆当日有万余名游客入馆参观，此后平均每天有二百人来馆参观。